# Papa Alexandre VI
Alexandre VI (em latim: Alexander VI; em valenciano: Alexandre VI; em espanhol: Alejandro VI), nascido Roderic Llançol i de Borja; (Xàtiva, 1 de janeiro de 1431 – Roma, 18 de agosto de 1503) foi o 214.º Papa da Igreja Católica e Soberano dos Estados Papais de 11 de agosto de 1492 até a data de sua morte.
O nome de sua família foi elevado à cátedra do Vaticano com a eleição do seu tio materno, Afonso Bórgia, como Papa Calisto III, por quem foi feito cardeal aos 25 anos de idade em 1456. No ano seguinte foi nomeado vice-chanceler da igreja.
Foi entretanto adquirindo novos títulos, e ao mesmo tempo, serviu não só a Cúria Romana sob o seu tio Papa Calisto III, como também durante os quatro pontificados seguintes — Pio II, Paulo II, Sisto IV e Inocêncio VIII — ganhando assim experiência, influência, riqueza e poder.

## Família
Foram seus pais Jofré de Borja i Escrivà e Isabell de Borja, irmã do cardeal Alfonso de Borja, o Papa Calisto III. Era primo-irmão do cardeal Luis Juan de Milà y Borja, e pai do também cardeal César Borgia. Tio-avô dos cardeais Juan de Borja Llançol de Romaní, Pedro Luis de Borja Llançol de Romaní, Francisco Lloris y de Borja e trisavô do Rodrigo Luis de Borja e de Castre-Pinós.
Filhos com maternidade não registrada foram:
- Pedro Luís Borgia (1458-1491), 1.º Duque de Gandia;[4]
- Isabella Borgia (1467-1547), casada com Pietro Mattuzzi;
- Girolama Borgia (1469–1483), casada com Gianandrea Cesarini.

Seu relacionamento com a dama romana Vannozza dei Cattanei começou em 1470, e fruto dele nasceram quatro filhos:
- Giovanni de Candia Borgia (1474-1497), 2.º Duque de Gandia;
- Cesare Borgia (1476-1507), 1.º Duque de Valentinois;
- Lucrezia Borgia (1480-1519), Duquesa de Ferrara, Módena e Régio;
- Gioffre Bórgia (1481-1516),[1] 1.º Duque de Alvito.

Com Giulia Farnese teve, possivelmente, uma filha:
- Laura Orsini (1492-1530).

## Cardinalato
Rodrigo estudou em Roma; mais tarde, foi enviado a Universidade de Bolonha com seu primo Luis Juan del Milà, e obteve doutorado em direito. Recebeu um benefício em Játiva em 1444. Sacrista ou chantre de Valência, 1445. Cônego dos capítulos das catedrais de Valência, Barcelona e Segorbe em 1448. Pastor de Culera, vigário de Alzira e chantre de Játiva, 1449. Nomeado por seu tio, o papa, notário apostólico em 10 de maio de 1455. Reitor de Santa Maria de Jativa em 3 de junho de 1455; ao mesmo tempo, recebeu também outros benefícios em Valência.
Criado cardeal-diácono em segredo no consistório de 20 de fevereiro de 1456, mas com a ordem aos cardeais de admiti-lo ao conclave, como havia sido feito com o cardeal Angelo Capranica por ordem do Papa Martinho V; publicado em 17 de setembro de 1456 com a diaconia de S. Nicola em Carcere; recebeu o chapéu vermelho em 17 de novembro. Nomeado reitor do hospital S. Andrea, Vercelli, em 21 de agosto de 1456. Partiu para Bolonha em 18 de outubro de 1456; retornou em 16 de novembro. Nomeado legado a latere em Marche Anconitana em dezembro de 1456; partiu para sua legação em 19 de janeiro de 1457. Nomeado vice-chanceler da Santa Igreja Romana em 1º de maio de 1457. Retornou de sua legação em 26 de novembro de 1457. Nomeado generalíssimo das tropas papais na Itália.
Bórgia foi administrador da sé de Gerona, de 1457 a 30 de junho de 1458. Em março de 1458, trabalhou para reconciliar o Papa Calisto III e o Rei Afonso de Nápoles. Nomeado administrador da sé de Valência em 30 de junho de 1458; em 9 de julho de 1492, tornou-se seu primeiro arcebispo quando a sé foi elevada à categoria de arquidiocese; foi sucedido por Cesare Borgia em 31 de agosto de 1492. Commendatario da diaconia de S. Maria na Via Lata em junho de 1458; manteve-a até agosto de 1492. Na mesma data, também obteve a comenda do mosteiro cisterciense de Valldigne, Valência. Retornou a Roma de Tivoli em 26 de julho de 1458 para ficar com seu tio, o papa, que estava moribundo e abandonado; após a morte do papa, partiu novamente, disfarçado, com seu irmão Pedro, em 6 de agosto de 1458; muito mais tarde, construiu um túmulo soberbo para Calisto III na capela de S. Andrea, adjacente a São Pedro.
Participou do conclave de 1458, que elegeu o Papa Pio II. Em 22 de janeiro de 1459, ele deixou Roma com o novo Papa e foi para Perúgia, Siena (onde assinou uma bula papal datada de 18 de abril), Florença e Mântua, onde o papa realizou o Congresso de Mântua; o cardeal Borja permaneceu em Siena até o verão de 1460; o papa o repreendeu por causa de seus costumes; ele estava de volta a Roma em dezembro de 1461. Ele ornou seu palácio, que mais tarde se tornou o Palácio da Chancelaria, por ocasião da translação do crânio do Apóstolo Santo André em 12 de abril de 1462. Ajudou a celebrar a festa de Corpus Christi em Viterbo em junho de 1462. A pedido do papa, Bórgia construiu o palácio episcopal de Pienza e colocou suas armas em sua fachada.
Cardeal protodiácono, março de 1463 até agosto de 1471. Ele se juntou ao papa em Terni em julho de 1464 e o acompanhou até Ancona; o cardeal adoeceu no início de agosto, antes da morte do papa. Participou do conclave de 1464, que elegeu o Papa Paulo II; ele ainda não havia se recuperado de sua doença e não pôde coroar o novo Papa. Em 1468, Bórgia foi ordenado diácono. Junto com o cardeal Angelo Capranica, ele acompanhou o imperador Frederico III de Roma a Viterbo em 9 de janeiro de 1469. Ele esteve ausente de Roma entre maio e outubro de 1470. Participou do conclave de 1471, que elegeu o Papa Sisto IV, e coroou o novo papa em 22 de agosto. Promovido a ordem dos cardeais-bispos e a sé suburbicária de Albano em 30 de agosto de 1471; ele renunciou à sua diaconia ao mesmo tempo e recebeu a comenda da abadia beneditina de Subiaco.
Ordenado em 30 de outubro de 1471, como padre e bispo. Em 23 de dezembro de 1471, foi nomeado legado perante o rei da Espanha para a cruzada contra os turcos. Camerlengo do Sagrado Colégio dos Cardeais de 8 de janeiro a 15 de maio de 1472, quando partiu para Óstia, Catalunha e Espanha; retornou de sua legação em 24 de outubro de 1473, sem sucesso; encontrou uma forte tempestade no Mediterrâneo e perdeu 30.000 florins; recebido pelo papa em consistório público em 25 de outubro. Em 14 de janeiro de 1475, Bórgia foi a Terracina para encontrar o rei Fernando de Nápoles e o acompanhou até Roma, entrando na cidade em 28 de janeiro; continuou com o rei para Marino até 1º de fevereiro. Por causa da peste, seguiu o papa para Viterbo em 10 de junho de 1476; depois, foi para Narni; no consistório celebrado naquela cidade em 24 de julho de 1476, optou pela sede suburbicária de Porto e Santa Rufina; foi para Foligno em agosto seguinte.
Em 25 de junho de 1477, foi nomeado legado para coroar a nova rainha de Nápoles, esposa do rei Fernando; deixou Roma em 22 de agosto e retornou em 4 de outubro. Inscreveu-se na Confraria do Espírito Santo em 21 de março de 1478. Nomeado administrador da sede de Cartagena em 8 de julho de 1482. Tornou-se decano do Sacro Colégio dos Cardeais com a morte do cardeal Guillaume d'Estouteville em 22 de janeiro de 1483. O cardeal Bórgia foi o cardeal mais rico de seu tempo, vivendo no maior luxo. Nomeado arcipreste da basílica patriarcal da Libéria em 1483. Participou do conclave de 1484, que elegeu o Papa Inocêncio VIII. Eleito arcebispo de Sevilha pouco antes de 26 de agosto de 1485; declinou (recusatur) alguns dias depois sem ter tomado posse da sé. Recebeu em comenda a sé de Maiorca em 9 de outubro de 1489; ocupou o cargo até sua eleição para o papado. Abade commendatario de Santa Maria la Real de Nájera de 1487. Foi para Óstia com Inocêncio VIII em 18 de novembro de 1489. Renunciou à comenda do mosteiro beneditino de S. Maria di Rivopullo, diocese de Vicenza, em 20 de dezembro de 1490. Em 8 de julho de 1491, ele renunciou à comenda do mosteiro beneditino de S. Maria di Monteagu, arquidiocese de Monreale; e a do mosteiro basiliciano de S. Filippo Fargala, arquidiocese de Messina. Em 16 de agosto de 1491, ele renunciou à comenda do mosteiro de Aggere, diocese de Urgel. Nomeado administrador da sede metropolitana de Eger em 1491; ocupou o cargo até sua eleição para o papado. Após a conquista de Granada pelos monarcas espanhóis em 2 de janeiro de 1492, ele realizou uma tourada em Roma, um espetáculo que os romanos viram pela primeira vez.

## Eleição

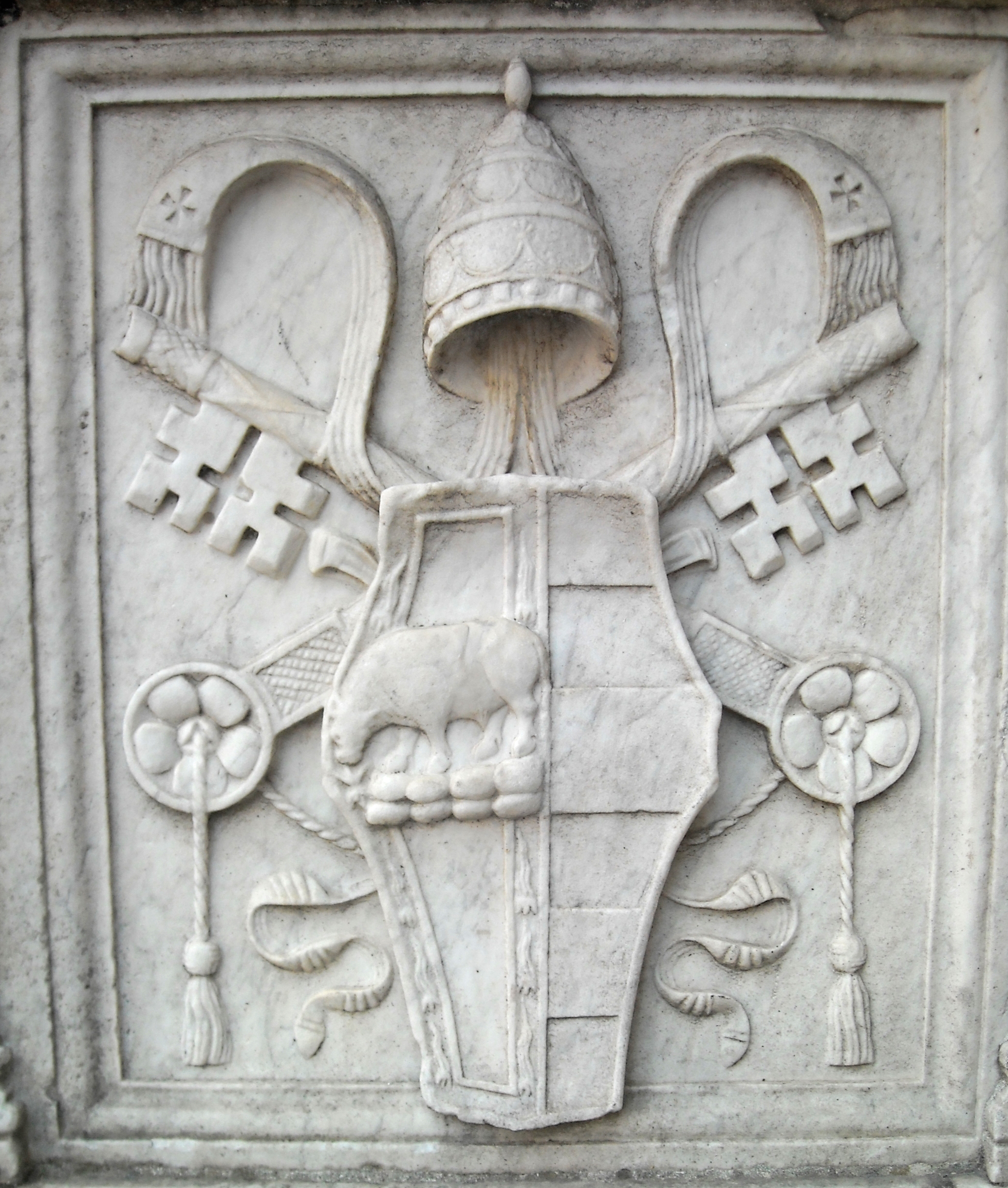
Brasão de Alexandre VI – Castelo de Santo Ângelo, Roma

Nesta época o Colégio dos Cardeais era composto em grande parte por membros das principais famílias de Itália, que representavam um principado, e cuja eleição para papa consequentemente os favorecia. Os principais candidatos para esta eleição eram Rodrigo Borgia, considerado independente, Ascanio Sforza, que representava Milão e a família Sforza, e Giuliano della Rovere, que tinha o apoio da França.
Rodrigo Bórgia foi eleito a 11 de agosto de 1492, escolhendo o nome de Alexandre VI para o seu pontificado.
Foram criados rumores de que a sua eleição só foi possível devido à compra de votos da sua parte; no entanto, isso não foi concretamente provado, e outros candidatos, especialmente Giuliano della Rovere, são suspeitos de terem feito o mesmo.
Coroado em 26 de agosto de 1492, nos degraus da Basílica de São Pedro, pelo cardeal protodiácono Francesco Todeschini-Piccolomini.

## Papado

Desiderando nui, 1499

O papado de Alexandre VI começou tranquilo, mas não tardou para que se manifestasse sua ganância em sacrificar todos os interesses em favor da família. Nomeou Cardeais o seu filho de dezesseis anos, César Bórgia, os seus sobrinhos Francisco Borgia e Juan Lanzol de Bórgia de Romaní, o maior, um primo deste último Juan Castellar y de Borgia (it. Giovanni), os seus sobrinhos-netos Juan de Borja Llançol de Romaní, o menor, Pedro Luis de Borja Llançol de Romaní e Francisco Lloris y de Borja e o cunhado do seu filho César, Amanieu d'Albret. César seria posteriormente retratado por Maquiavel em sua obra O príncipe como o ideal do político e governante pragmático.

Detalhe do afresco Ressurreição do apartamento de Borgia que mostra Alexandre VI em oração.

O cardeal Della Rovere o acusou de simonia, e trouxe o rei da França Carlos VIII para depô-lo, mas Bórgia fez um acordo, permitindo o trânsito dos exércitos franceses, e foi reconhecido como Papa pelo rei francês. Enquanto isto, ele negociou com o imperador alemão Maximiliano I e os governantes da Espanha e Veneza uma aliança, que derrotaram os franceses.
Um de seus acusadores era o frei dominicano Girolamo Savonarola, reformador de Florença. Alexandre se conteve, diante dos ataques de Savonarola, até que, enfraquecido por ter repetidamente quebrado seu voto de obediência ao chefe da Igreja, Savonarola sofreu a sentença de excomunhão. Savonarola, porém, continuou seus ataques, e a ministrar a comunhão, e desafiou caminhar nas chamas para provar que ele tinha a palavra de Deus. Um outro frade dominicano se ofereceu para ir junto, porém quando o circo foi armado, e a multidão estava ansiosa para assistir ou um milagre ou uma tragédia, o frade se recusou a entrar nas chamas, e a influência de Savonarola diminuiu.
Um dos seus maiores desgostos foi quando seu filho, o Duque de Gandia, foi assassinado, com suspeitas recaindo sobre César Bórgia; quando seu corpo, mutilado, foi encontrado no Rio Tibre, o papa, entristecido, clamou que isto era uma punição por seus pecados. Após a morte do filho, Alexandre convocou os cardeais para reformar a Igreja e acabar com o nepotismo. Porém, as reformas não foram adiante.
Seu pontificado é um paradigma de corrupção papal ocasionada pela invasão secular dentro da Igreja, fato esse que, mais tarde, foi tido como desculpa para a separação dos protestantes. Alexandre VI protegeu as Ordens Religiosas, aprovando Congregações recém-fundadas e a evangelização do Novo Mundo e da Groenlândia.
Durante seu pontificado, foram decretadas as Bulas Alexandrinas, tratados responsáveis pela divisão das possessões portuguesas e espanholas no mundo. Dentre elas são destaque as bulas Inter cætera, Eximiae Devotionis e Dudum Siquidem. As negociações ibéricas levaram ao Tratado de Tordesilhas que confirmaria a divisão do mundo entre Portugal e Espanha, que foi contestado por outros monarcas, com destaque para Francisco I de Angoulême, rei da França. Tanto a França como a Inglaterra não reconheceram a decisão papal e estabeleceram colônias nas novas terras descobertas.
Alexandre VI criou quarenta e três cardeais em dez consistórios. Apesar das críticas a sua vida pessoal, interpretações ligadas à Igreja, o veem, do ponto de vista doutrinário, como irrepreensível.

## Morte

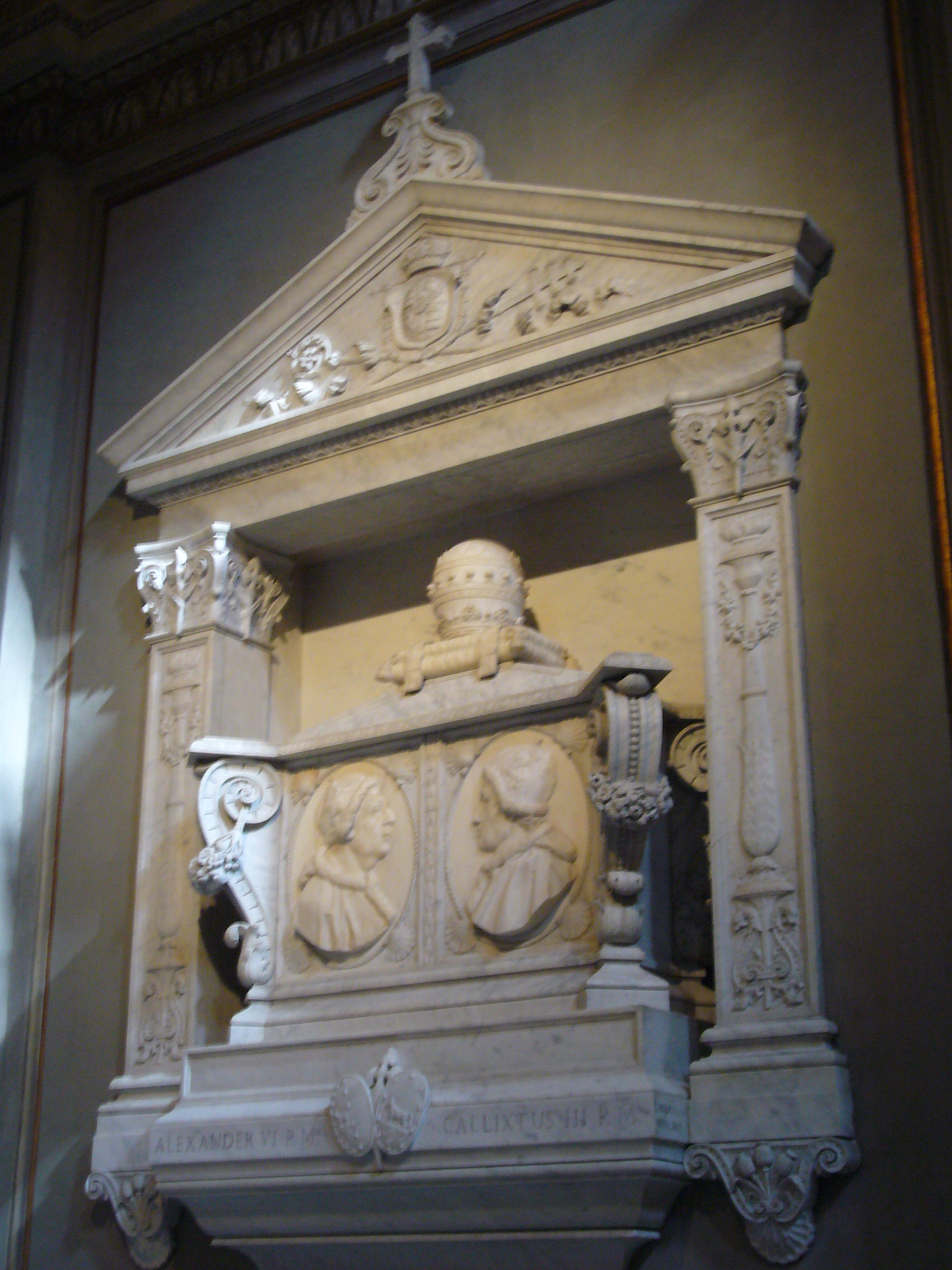
Tumba dos papas Calisto III e Alexandre VI, na igreja Santa Maria in Monserrato degli Spagnoli, em Roma.

Embora não se saiba ao certo o motivo da sua morte, devido ao período em que se sucedeu, as duas hipóteses mais prováveis são envenenamento ou malária.
A malária era comum em Roma, principalmente nos meses de verão, e para a qual não havia cura no século XVI.
O envenenamento é uma forte hipótese também, já que a 12 de agosto de 1503, não só ele começou a ter sintomas, inicialmente febre e vómitos, como também o seu filho, Cesare Borgia, aos 27 anos de idade, teve os mesmos problemas que o seu pai.
Alexandre VI morre a 18 de agosto e o seu túmulo encontra-se na igreja de Santa Maria de Monserrato.

## Legado
Alguns historiadores consideram que as histórias sobre ele foram escritas com malícia, e questionam as acusações feitas contra ele, mas, exageros à parte, ele não estava preparado para o cargo. De acordo com John Farrow, o melhor que se pode dizer dele é que sua moral privada não era diferente dos príncipes de sua época, e que, se as histórias soam escandalosas hoje, na sua época não causavam nenhuma surpresa. Avaliação semelhante é realizada pelo historiador Leandro Rust, que, demonstrando as evidências históricas sobre o comportamento da família Bórgia, destaca a influência exercida pelo imaginário político contemporâneo criado em torno de Alexandre VI como símbolo do papado a ser combatido pelos nacionalistas durante o Risorgimento:
"Há um “problema Bórgia” no estudo da história. Desde o século XIX, tudo o que diz respeito a esta família é colocado de modo visceral, superlativo. Os vícios parecem sempre maiores quando se trata de Alexandre VI, os comportamentos são apresentados com tons de degeneração e corrupção sem iguais, que parecem nunca ter se repetido. Em consequência, o tema fica colocado nos termos de um “ou tudo ou nada”: ou se está a favor ou contra os Bórgia".
Como a maior parte dos papas do Renascimento, Alexandre patrocinou as artes, e Roma beneficiou-se de seu programa de restaurações e decorações. A cidade floresceu com poetas e autores.

### A favor
Nem todos seus contemporâneos o acusaram. Sigismundo Conti, que o conhecia bem, elogiou sua dedicação à Igreja e sua atuação nos trinta e sete anos em que foi cardeal (nos papados de Pio II, Paulo II, Sixto IV e Inocêncio VIII), seu trabalho como legado na Espanha e na Itália, seu conhecimento da etiqueta, e seus esforços em se mostrar brilhante nas conversas e digno em seus modos.
Hieronimus Portius o descreveu como um homem alto, nem muito pálido nem muito moreno, de olhos negros, de boca cheia; sua saúde era ótima, e ele conseguia resistir a qualquer esforço; era eloquente no discurso e uma natureza boa.
O historiador alemão Hartmann Schedel, após fazer um resumo de sua carreira, o descreve como um homem de visão ampla, abençoado com grande prudência, habilidade de ver o futuro, e conhecimento do mundo. Por seu conhecimento dos livros, apreciação da arte e probidade, ele foi um sucessor digno do seu tio Calisto III. Ele era amável, confiável, prudente, piedoso e conhecedor dos assuntos relacionados ao seu digno cargo. Schedel termina dizendo que foi uma bênção que uma pessoa com tantas virtudes tenha sido elevada a esta posição digna.
Quanto às críticas que eram feitas, Alexandre comentou que "Roma é uma cidade livre, aqui todos têm o direito de escrever e falar o que quiserem".

### Contra
O julgamento de Savonarola, porém, foi diferente. Ele escreveu aos reis cristãos pedindo que fosse convocado um concílio para depô-lo, o acusando de simonia, heresia e descrença. Ainda segundo Savonarola, Alexandre não era um papa, e não era nem cristão, porque não acreditava em Deus.

## Na cultura
- Alexandre VI - Bórgia o Papa Sinistro, livro do historiador alemão Volker Reinhardt.[11]
- A lenda negra - Os Borgias, livro do jornalista, professor de história e literatura italiana Mario Dal Bello.[12]
- Muitas Papais: política e imaginação na história, livro do professor de história Leandro Duarte Rust.[10]
- The Borgias, série televisiva de ficção histórica com Jeremy Irons interpretando o Papa Alexandre VI.
- Assassin's Creed II e Assassin's Creed: Brotherhood, jogos de videogame produzidos pelo Ubisoft, onde Alexandre VI aparece como antagonista do enredo e aliado dos templários contra os assassinos liderados por Ezio Auditore da Firenze.
- Assassin's Creed: Renascença e Assassin's Creed: Irmandade, romances de Oliver Bowden baseados na aclamada série de jogos da Ubisoft.
- Borgia - Série televisiva de ficção histórica baseada na ascensão, e eventual queda, da família Borgia no período do Papa Alexandre VI, criada por Tom Fontana.
- Um jovem Roderico de Borgia durante o Conclave de 1458 é interpretado por Manu Fullola no filme canadense de 2006 O Conclave, dirigido por Christoph Schrewe.
- O quadrinho I Borgia, escrito pelo diretor de cinema chileno Alejandro Jodorowsky e ilustrado pelo desenhista italiano Milo Manara.

## Séries sobre a família Bórgia
Existem duas recentes séries televisivas baseadas na família Bórgia no período do Papa Alexandre VI. A mais conhecida, The Borgias, foi lançada pelo canal Showtime, e Jeremy Irons interpreta o papel do Papa. Conta com três temporadas mas foi cancelada sem ter terminado a história.
O criador da série, Neil Jordan, escreveu o final sob a forma de eBook para os fãs.

Já a série Borgia, é uma produção Europeia e foi criada por Tom Fontana, conhecido pela série Oz. Conta com três temporadas, mas conclui a sua história em 1507 com a morte do filho do Papa Alexandre VI, César Bórgia.